# Christoph Schönborn
Christoph Schönborn, né le 22 janvier 1945, est un cardinal autrichien, dominicain et archevêque émérite de Vienne.

## Biographie

### Jeunesse et formation

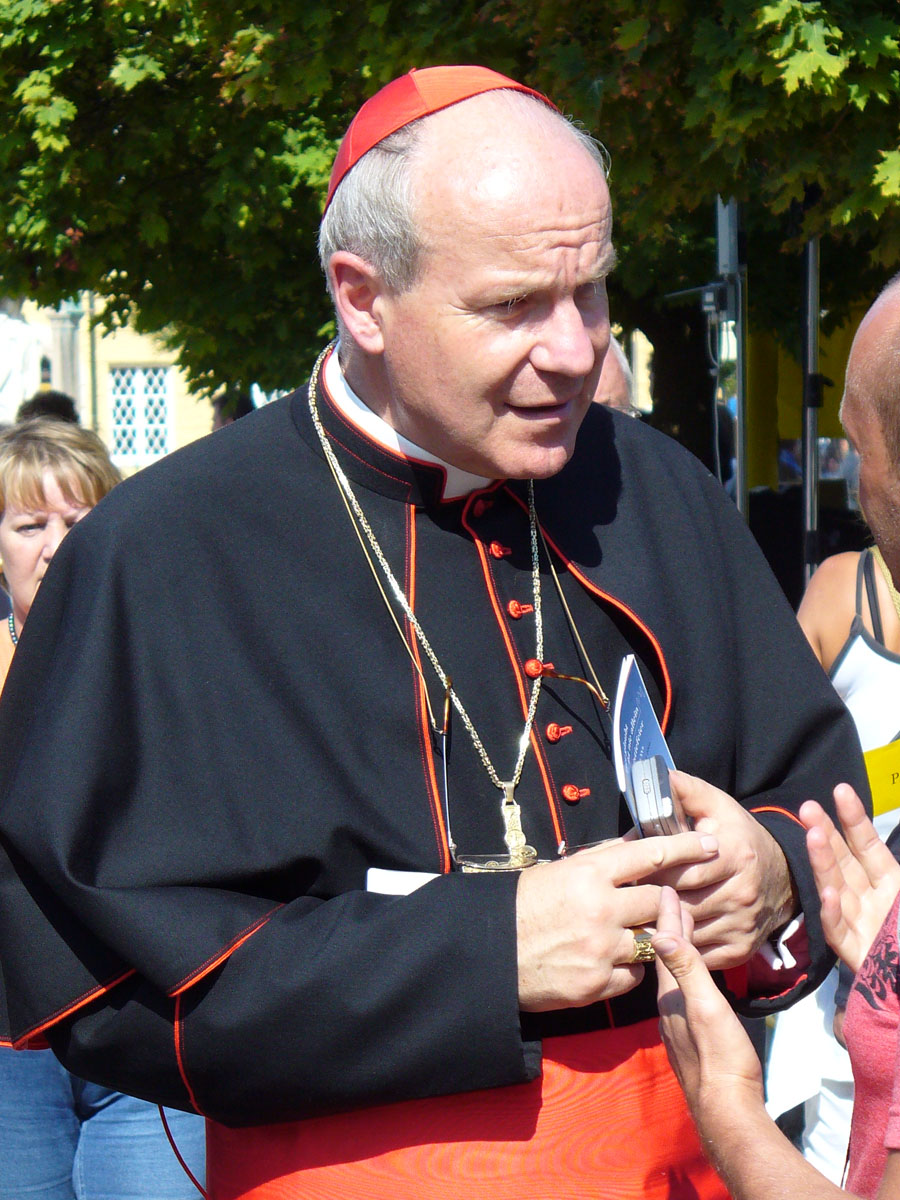

Christoph Schönborn est né le 22 janvier 1945 au château de Skalka, dans le diocèse de Litoměřice, en Bohême (actuelle Tchéquie). Fils de Hugo Damian von Schönborn (1916-1979) et de Eleonore von Doblhoff (1920-2022), il est issu d'une famille de la haute noblesse allemande et serait un descendant direct de Ludmila de Bohême[réf. nécessaire]. 
Il habite en Autriche où sa famille s'est réfugiée en septembre 1945. Il fait ses études secondaires à Schruns et à Bludenz. Lorsqu'il a 13 ans, ses parents divorcent.
En 1963, Christoph Schönborn entre chez les Dominicains à l'âge de 18 ans à Warburg en Westphalie. Il étudie la philosophie et la théologie à  Walberberg (de), près de Bonn, au Saulchoir en France, à l'université de Vienne et à l'École pratique des hautes études. Il complète sa formation à l'Institut catholique de Paris et à la Sorbonne (christianisme slave et byzantin). Il est ordonné prêtre le 27 décembre 1970 par Franz König. Il obtient la licence et le lectorat en théologie en 1971. En 1972 il part étudier un an à Ratisbonne avec Joseph Ratzinger comme professeur. Il termine son doctorat à Paris en 1974.

### Prêtre
Il est aumônier des étudiants à Graz de 1973 à 1975. De 1975 à 1991, il est professeur de dogmatique et de théologie chrétienne orientale à l'université de Fribourg en Suisse.
Il est aussi appelé dans différentes commissions d'experts : Commission théologique de la Conférence des évêques suisses (1980-1991), Commission suisse pour le dialogue entre orthodoxes et catholiques (1980-1987), Commission pour le dialogue entre catholiques romains et autres chrétiens (1980-1984).
Il est membre de la Commission théologique internationale à partir de 1980 et de la fondation Pro Oriente, depuis 1984.
Il assume la responsabilité de secrétaire de la commission pour la rédaction du Catéchisme de l'Église catholique (1987-1992).

### Évêque
Jean-Paul II le nomme évêque auxiliaire de Vienne le 11 juillet 1991, puis le 13 avril 1995 archevêque coadjuteur. Il succède au cardinal Groër le 14 septembre 1995. Il prêche les exercices spirituels au Vatican pour le carême 1996,.
Il est élu président de la Conférence épiscopale autrichienne en 1998.

### Cardinal
Il est créé cardinal par le pape Jean-Paul II lors du consistoire du 21 février 1998 avec le titre de cardinal-prêtre de Gesù Divin Lavoratore.
Le déplacement de Christoph Schönborn à Međugorje fin décembre 2009 est critiqué par l'évêque du lieu, Ratko Perić. Ce dernier considère que sa visite « pourrait apparaître comme un soutien à un grand nombre de nouvelles communautés et associations religieuses désobéissantes de Medjugorje, qui peuvent lire dans la visite du cardinal un encouragement à leur désobéissance »,. Après avoir été reçu en audience privée par Benoît XVI le 15 janvier, Christoph Schönborn présente ses excuses à l'évêque.
Christoph Schönborn accuse en mai 2010 Angelo Sodano d'avoir protégé Hans Hermann Groër, accusé d'abus sexuels sur de jeunes séminaristes, dans les années 1990.
Il est confronté en 2011 à un mouvement de contestation de la part de 329 prêtres autrichiens mené par son ancien vicaire général Helmut Schüller demandant des réformes de la prêtrise et du rôle des laïcs en contradiction avec le magistère de l'Église catholique.
La branche européenne du B'nai B'rith lui rend hommage en 2013 pour sa contribution à l'amitié entre juifs et chrétiens.
Le cardinal Schönborn est grand aumônier de l'ordre autrichien de la Toison d'or[réf. nécessaire]. Il entretient de bonnes relations avec les orthodoxes viennois. Il est également proche des milieux de la nouvelle évangélisation,.
Il est chargé par le pape François en 2016 de présenter à la presse l'exhortation apostolique Amoris laetitia. Il est membre de la commission de rédaction du document final du synode sur l'Amazonie publié en octobre 2019.
Bien qu'il ait atteint la limite d'âge, il est maintenu dans ses fonctions d'archevêque de Vienne par le pape en janvier 2020.
En 2024, le pape le nomme président du conseil de surveillance de l'Institut pour les œuvres de religion.
Le 22 janvier 2025, jour de son 80e anniversaire, il se retire de l'archidiocèse de Vienne. Atteint par la limite d'âge, il perd sa qualité d'électeur au conclave.